# 제임스 클린턴

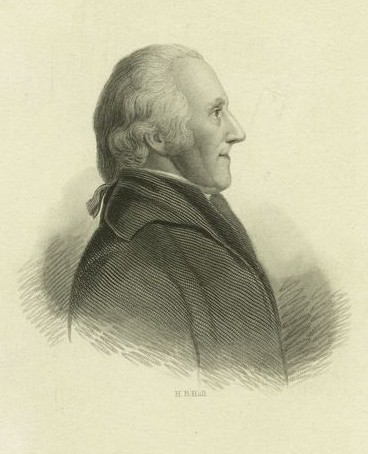
제임스 클린턴의 초상화

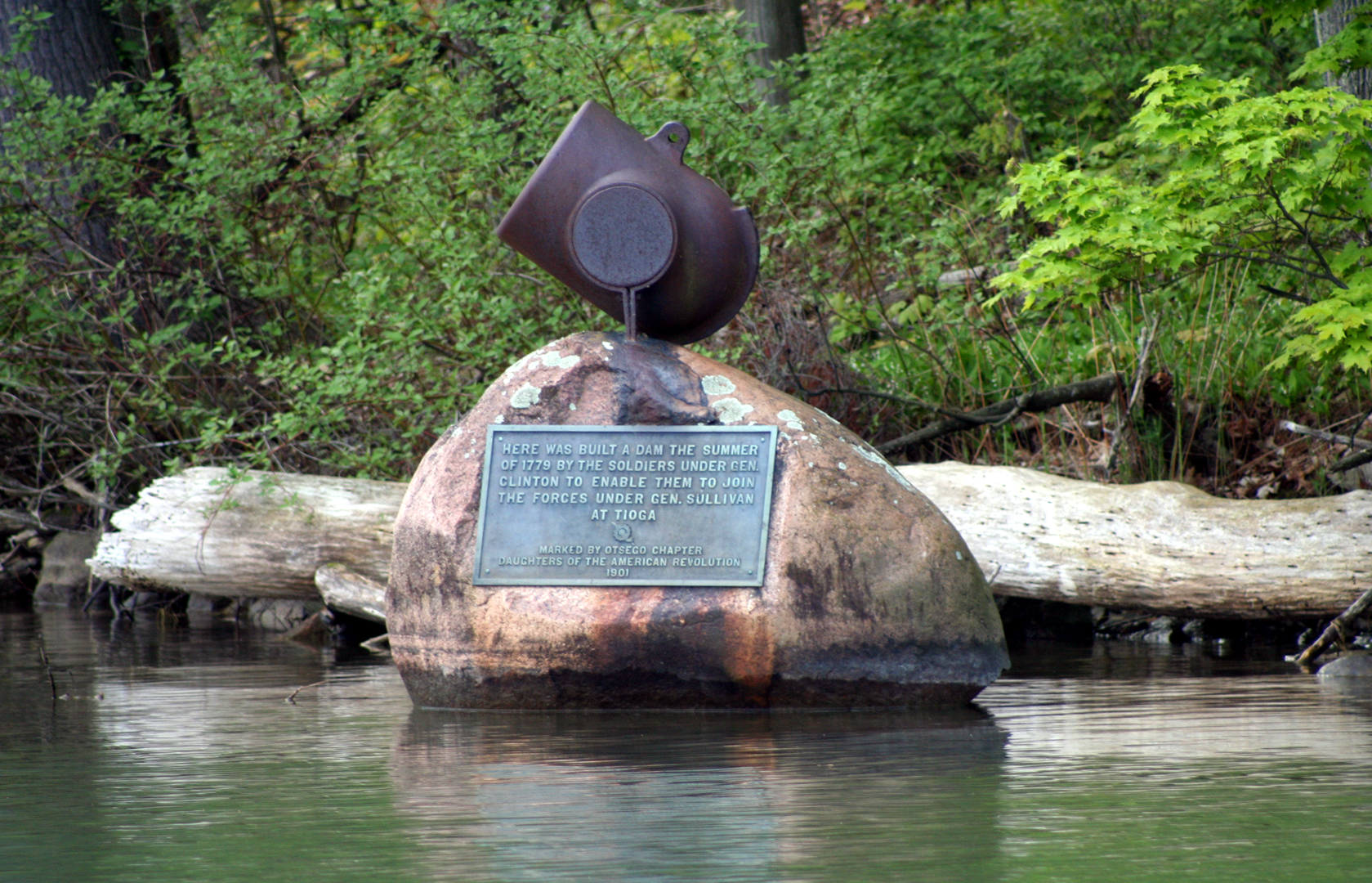
뉴욕 쿠퍼스타운 오치고 호수, 서스퀘해나 강의 클린턴 장군의 댐에 있는 기념물

제임스 클린턴(James Clinton, 1736년 8월 9일 - 1812년 9월 22일)은 미국 독립 전쟁 때 활약한 군인으로 대륙군 소장까지 승진했다.

## 가계
클린턴은 뉴욕 식민지 얼스터 카운티(오늘 날의 오렌지 카운티의 일부)에서 태어났다. 클린턴의 할아버지는 올리버 크롬웰의 뉴 모델 아미(신식 군대) 군인이었던 제임스 클린턴이었다. 아버지는 아일랜드 거주 영국인으로 미국으로 이주하여, 프렌치 인디언 전쟁에서 대령을 지낸 찰스 클린턴(1690년 -1773년)이었다. 동생은 조지 클린턴(1739년 -1812년)이며, 1777년부터 1795년까지 뉴욕 주지사, 1805년부터 1812년까지 미국 부통령을 지냈다. 클린턴은 오래된 네덜란드계 가족의 딸 메리 드윗과 결혼하였으며, 둘째 아들은 이후 뉴욕 주지사를 지낸 드윗 클린턴이다.

## 프렌치 인디언 전쟁
클린턴의 군 경력은 프렌치 인디언 전쟁으로부터 시작되었다. 1757년 소위로 임관해 1759년 대위로 승진했다. 1758년, 1개 중대를 지휘하여 대령이었던 아버지와 중위로 임관한 동생 조지와 함께 존 브래드스트리트 장군이 프론테냑 요새(현재 온타리오 킹스턴)를 점령한 전투에 참전했다. 클린턴 형제는 프랑스의 함선을 포획할 때 중요한 역할을 했다. 클린턴은 군대에 머물러 1763년 전쟁이 끝날 때까지 국경의 여러 기지에 주둔했다. 그런 다음 군복무에서 퇴역하여 메리 드윗과 결혼했다.

## 미국 독립 전쟁
미국 독립 전쟁 때 클린턴은 제3 뉴욕연대의 대령에 임관되어, 1775년에는 리처드 몽고메리 준장의 캐나다 침공 작전에 참전했지만, 이 작전은 실패로 끝났다. 1775년 3월, 클린턴은 제2 뉴욕연대를 지휘하였고, 이후 8월에는 대륙군 준장으로 승진했다.
이 전쟁의 대부분을 북부 방면 군에 소속되어, 뉴욕 연방 국경에서 복무를 했다. 1777년 새러토가 방면 작전 때는 허드슨 하이랜드에 있는 클린턴 요새의 지휘를 맡았다. 영국군 지휘관 헨리 클린턴 장군이 새러토가에서 곤경에 빠진 존 버고인 장군의 군대를 구출하기 위해 움직였을 때, 이를 저지하는 것에는 성공했지만, 클린턴의 부대는 클린턴 요새와 몽고메리 요새를 지키기 못했다.
1779년 클린턴은 서스쿼해나 강 하류로 가는 원정대를 이끌었다. 이 때 옷세고 호수의 수원에 댐을 만들고, 호수의 수위를 올린 뒤 댐을 부수고 하류 몇 마일에 물을 흘러가게 하여 항해를 가능하게 했다. 이 사건은 제임스 페니모어 쿠퍼의 소설 《더 파이오니어즈》(The Pioneers)의 도입부에서 이야기되고 있다.
이후 뉴욕의 티오가(현재 펜실베이니아 아센즈)에서 펜실베이니아 연방 이스턴에서 행군해 오고 있던 존 설리번 장군의 군대와 조우를 했다. 그들은 함께 8월 29일 현재 뉴욕 엘미라 근처에서 뉴타운 전투에서 왕당파와 이로쿼이 연방 인디언의 연합 부대를 물리쳤다. 이것이 ‘설리번 클린턴 작전’ 혹은 ‘설리번 원정’이라고 불리게 되었다.
1780년 클린턴은 대륙군 북부 방면군을 임시로 지휘했다. 1781년 10월에는 여단을 이끌고 조지 워싱턴 장군의 본대에 합류하여 요크타운 전투에 참전했다.

## 전후
전후, 클린턴은 민간인으로 뉴욕 연방과 펜실베이니아 연방의 경계를 정의하는 임무에 종사하였다. 또한 미국 헌법을 비준하기 위한 뉴욕 연방회의에는 대의원으로 참석했다. 클린턴은 1812년 12월 22일에 뉴욕 리틀 브리튼에서 사망했다. 동생 조지 클린턴도 8개월 전인 1812년 4월 20일에 사망을 하였다.